# Metablax
Metablax là một chi bọ cánh cứng trong họ 
Elateridae.
Chi này được miêu tả khoa học năm 1869 bởi Candèze.

## Các loài
Các loài trong chi này gồm:
- Metablax acutipennis (White, 1846)
- Metablax brouni Sharp, 1877
- Metablax gourlayi Calder, 1976